# Åsvattnet
Åsvattnet är en sjö i Vilhelmina kommun i Lappland och ingår i Ångermanälvens huvudavrinningsområde. Sjön har en area på 0,942 kvadratkilometer och ligger 507 meter över havet. Åsvattnet ligger i Gransjömyrarna Natura 2000-område. Sjön avvattnas av vattendraget Åsvattenbäcken.

## Delavrinningsområde
Åsvattnet ingår i det delavrinningsområde (716636-157863) som SMHI kallar för Utloppet av Åsvattnet. Medelhöjden är 538 meter över havet och ytan är 12,8 kvadratkilometer. Det finns inga avrinningsområden uppströms utan avrinningsområdet är högsta punkten. Åsvattenbäcken som avvattnar avrinningsområdet har biflödesordning 4, vilket innebär att vattnet flödar genom totalt 4 vattendrag innan det når havet efter 343 kilometer. Avrinningsområdet består mestadels av skog (73 procent) och sankmarker (12 procent). Avrinningsområdet har 1,07 kvadratkilometer vattenytor vilket ger det en sjöprocent på 8,3 procent.